# Lenya, princesse guerrière
Pour plus de détails, voir Fiche technique et Distribution.
Lenya, princesse guerrière (Lenya – Die größte Kriegerin aller Zeiten) est un téléfilm austro-allemand, réalisé par Michael Rowitz, et diffusé en 2001.

## Fiche technique
- Titre original : Lenya – Die größte Kriegerin aller Zeiten
- Réalisation : Michael Rowitz
- Scénario : Peter Freund
- Photographie : Dietmar Koelzer
- Musique : Kay Skerra
- Durée : 93 min

## Distribution
- Anja Knauer : Lenya
- Hendrik Duryn : Gero von Gantern
- Julian Weigend: Egil von Amelung
- Walter Kreye: Hagir von Amelung
- Sonja Kirchberger: Kundrie
- Susanne Bormann: Ayescha
- Wolfram Berger: Odin
- Sylvia Haider: Walküre
- Mijou Kovacs: Rana
- Johannes Thanheiser: Mimir